# Salle Bougatfa
La salle Bougatfa (arabe : قاعة بوقطفة) est une salle omnisports tunisienne, située dans le quartier d'El Ouardia à Tunis et mise à la disposition de la Jeunesse athlétique de Bougatfa qui y dispute les matchs de sa section de basket-ball.